# Alex Masi
Alex Masi, född 14 maj 1969 i Venedig, är en italiensk gitarrist.
Han föddes 1969 och studerade vid Musikkonservatoriet i Verona. Han startade heavy rockbandet Dark Lord år 1984 och spelade in två EP:s Tidigt 1980-tal flyttade Masi en kort period till London, där han spelade ihop med flera olika musiker.
Med Dark Lord turnerade han som förband för flera stora akter perioden fram till 1986, då han var inbjuden av Metal Blade Records att flytta till Los Angeles och gå med i bandet Sound Barrier. Han grundade senare ett eget band, som kallas Masi. Hans första soloalbum var Attack av Neon Shark, som fick en Grammynominering för bästa Instrumentalrockalbum. Det andra soloalbumet hette Vertical Invader, och innehöll endast Masi tillsammans med trummisen John Macaluso.
1998 släpptes första albumet i en framgångsrik trilogi tillägnad tre av de mest berömda klassiska kompositörer i historien, med titeln In the Name of Bach. Detta album följdes upp av In the name of Mozart och In the Name of Beethoven. Ungefär samtidigt som han släppte sitt sista Masi album, Eternal Struggle. År 2006 släppte han sitt soloalbum Late Nights at Desert Rimrock.

## Diskografi
- Dark Lord (EP) (1983, med Dark Lord)
- State of Rock (EP) (1985, med Dark Lord)
- Fire in the Rain (1987)
- Downtown Dreamers (1988)
- Attack of the Neon Shark (1989)
- Vertical Invader (1990)
- Tales from the North (1995)
- The Watcher (1997)
- In the Name of Bach (1999)
- Steel String Bach (2000)
- Condition Red (2000, med Condition Red)
- Eternal Struggle (2001)
- Condition Red II (2003, med Condition Red)
- In the Name of Mozart (2004)
- Ritual Factory (2004, med MCM)
- In the Name of Beethoven (2005)
- Late Nights at Desert's Rimrock (2006)
- Pastrami Standards (2006, med The Trio of Stridence)
- 1900: Hard Times (Live) (2007, med MCM)
- Theory of Everything (2010)
- Danger Zone (2013)